# Ivo Farský
Ivo Farský (* 28. října 1965) je bývalý český fotbalista, obránce.

## Fotbalová kariéra
V české lize hrál za Kaučuk Opava. Nastoupil ve 30 ligových utkáních a dal 3 góly. Ve druhé nejvyšší soutěži hrál i za VOKD Poruba, VTJ Tábor a FC Vítkovice.

## Ligová bilance
| Ročník                               | Zápasy | Góly | Klub            |
| ------------------------------------ | ------ | ---- | --------------- |
| Česká národní fotbalová liga 1984/85 | 6      | 0    | VOKD Poruba     |
| Česká národní fotbalová liga 1985/86 | 6      | 3    | VTJ Tábor       |
| Česká národní fotbalová liga 1986/87 | 27     | 4    | Ostroj Opava    |
| Česká národní fotbalová liga 1987/88 | 8      | 0    | Ostroj Opava    |
| Česká národní fotbalová liga 1988/89 | 27     | 4    | Ostroj Opava    |
| Česká národní fotbalová liga 1989/90 | 25     | 2    | Ostroj Opava    |
| Česká národní fotbalová liga 1990/91 | -      | 1    | Ostroj Opava    |
| Českomoravská fotbalová liga 1991/92 | -      | 0    | FK Ostroj Opava |
| Českomoravská fotbalová liga 1992/93 | -      | 0    | FK Ostroj Opava |
| 2. česká fotbalová liga 1993/94      | -      | 5    | FK Ostroj Opava |
| 2. česká fotbalová liga 1994/95      | -      | 0    | FK Ostroj Opava |
| 1. česká fotbalová liga 1995/96      | 14     | 2    | Kaučuk Opava    |
| 1. česká fotbalová liga 1996/97      | 16     | 1    | Kaučuk Opava    |
| 2. česká fotbalová liga 1997/98      | 12     | 0    | FC Vítkovice    |
| CELKEM 1. liga                       | 30     | 3    |                 |